# Navid Modiri & Gudarna
Navid Modiri & Gudarna är en musikgrupp med radioprataren och artisten Navid Modiri som förman.
Idén om ett band grundlades i februari 2003 när sångaren och förmannen Navid Modiri mötte trummisen Povel Ohlsson första gången. I mars 2004 kom även gitarristen Conrad Boqvist att gå med, och flera ytterligare medlemmar i bandet tillkom. Efter ett antal konserter på olika platser kom genombrottet 2005 med första CD:n, Dags för slagsmål!, och i september 2006 kom andra albumet, Många mil att gå. I oktober 2008 släppte bandet sitt tredje album Allt jag lärt mig hittills på Bad Taste Records och 2013 kom Ska du verkligen skjuta ner månen med den där?.
Bandets första spelning någonsin var på Hultsfredsfestivalen och sedan dess har det gjort över 300 livespelningar. Bandets andra gitarrist Kristofer Göransson är lärare på  Donnergymnasiet i Göteborg och är sångare i popbandet Kris Gordon. David Byström som är trombonist i bandet spelar även med reggaebandet Kultiration.

## Medlemmar
Nuvarande medlemmar i bandet
- Navid Modiri – sång
- Povel Ohlsson – slagverk
- Conrad Boqvist – gitarr
- David Byström - trombon, melodika
- Kristofer Göransson – gitarr
- Jacob Brydolf – basgitarr
- Christian Nilsson – slagverk

Tidigare medlemmar
- Gustav Svedung – sång

## Diskografi

### Album
- 2005 – Dags för slagsmål!
- 2006 – Många mil att gå
- 2008 – Allt jag lärt mig hittills
- 2013 – Ska du verkligen skjuta ner månen med den där?